# 認真Bomber!!
「認真Bomber!!」（日语：本気ボンバー!!）是日本的女子偶像組合Berryz工房的第23張单曲。2010年7月14日由PICCOLO TOWN发售。

## 概要
- 「認真Bomber!!」是動畫「閃電十一人」的片尾曲和遊戲「閃電十一人3 挑戰世界！！」的片尾曲
- 「MOON POWER」是舞台劇「三億円少女」的主題曲
- 「吶喊男孩 WAO!（Spark Ver.）」是遊戲「閃電十一人3 挑戰世界！！」的片尾曲
- 此單曲有3個版本，分別有「初回生產限定盤A - B」和「CD ONLY」。「初回生產限定盤A」收錄了「認真Bomber!!」的PV。
- 「初回生產限定盤A - B」收錄了B面曲「MOON POWER」；「CD ONLY」收錄了B面曲「吶喊男孩 WAO!（Spark Ver.）」
- 在7月26日於公信榜单曲週排行榜取得第6位。

## 收錄内容

### CD（初回生産限定盤A - B）
CD
1. 認真Bomber!!
（作詞・作曲：淳君 編曲：板垣祐介）
2. MOON POWER
（作詞・作曲：淳君  編曲：平田祥一郎）
3. 認真Bomber!!(Instrumental)

### CD（CD ONLY）
CD
1. 認真Bomber!!
2. 吶喊男孩 WAO!（Spark Ver.）（雄叫びボーイ WAO!（スパークVer.））
（作詞・作曲：淳君  編曲：オダクラユウ）
3. 認真Bomber!!(Instrumental)

### DVD（初回生産限定盤A）
1. 認真Bomber!!（Dance Shot Ver.）